# 在大阪・神戸ドイツ総領事館

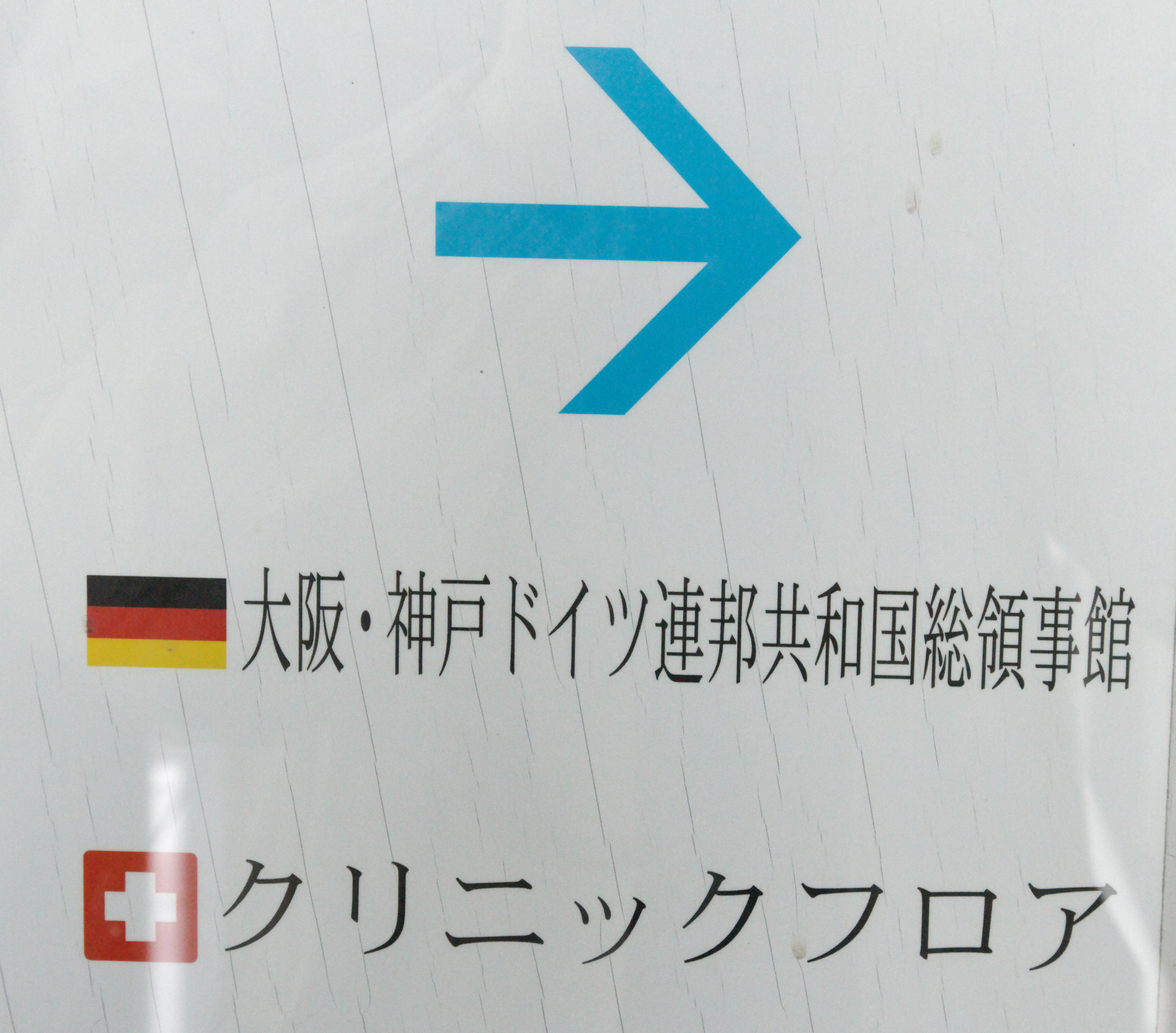
在大阪・神戸ドイツ総領事館を示す案内表示（梅田スカイビル内）

在大阪・神戸ドイツ総領事館（ドイツ語: Deutsches Generalkonsulat in Osaka-Kobe、英語: Consulate-General of Germany in Osaka-Kobe）は、ドイツが日本の大阪府大阪市に設置している総領事館である。

## 歴史
1874年、神戸に在兵庫・大阪ドイツ帝国領事館（ドイツ語: Kaiserlich Deutsches Konsulat in Hyogo und Osaka）が設置される。1902年、当時神戸の重要性が急速に増していたことから、在神戸ドイツ帝国領事館に改称される。1914年8月23日、大日本帝国がドイツ帝国に対して宣戦布告して日独両国は戦争状態に突入、それに伴い神戸のドイツ領事館も閉鎖される。以後、ドイツ帝国が第一次世界大戦に敗戦して帝政が崩壊するまで、領事館が再開されることはなかった。
第一次世界大戦終結後の1922年、在神戸ドイツ総領事館として再開。1930年には、在大阪ドイツ領事館が開設される。1934年、神戸の総領事館と大阪の領事館が合併する。1945年6月、神戸が大規模な空襲を受けて、ドイツ総領事館が完全に破壊された。同年8月、米ソ両国を筆頭とする連合軍の攻勢を支え切れなくなった大日本帝国が連合国に降伏。日独間の外交関係が途絶え、終戦後2年以内に在神戸ドイツ人の大半が本国へ送還された。
1949年5月23日、ドイツ連邦共和国（西ドイツ）が成立する。1952年4月28日、サンフランシスコ平和条約の発効により日本国の主権が回復。1953年5月18日、在大阪・神戸ドイツ総領事館（在大阪・神戸西ドイツ総領事館）が開設される。総領事館の業務の一環として、1955年に京都ドイツ文化センター（現・ゲーテ・インスティトゥート・ヴィラ鴨川）が、1964年に大阪ドイツ文化センター（現・ゲーテ・インスティトゥート大阪）が設立された。
1995年1月17日、阪神・淡路大震災により神戸の総領事館が破壊される。同年7月、ドイツ連邦政府が総領事館を神戸から大阪へ移転することを決定。1997年10月23日、梅田スカイビル35階の事務所が正式に開館した。

## 所在地
〒531-6035　大阪府大阪市北区大淀中1-1-88 梅田スカイビル東棟35階3501

## 総領事
| 代 | 氏名（日本語）                                                         | 氏名（ドイツ語）              | 着任      | 退任      | 備考                              |
| -- | ---------------------------------------------------------------------- | ----------------------------- | --------- | --------- | --------------------------------- |
|    | ドクトル・オールト                                                     | Dr. Ohrt                      |           |           | 1928年1月1日時点で神戸総領事      |
|    | ハンス・ヴェルナー・ローデ（ハンス・ウェルナー・ローデ）               | Hans Werner Rohde             |           |           | [ 8 ] [ 9 ]                       |
|    | ヨハネス・プライジンガー                                               | Johannes Preisinger           |           | 2004年    | [ 10 ]                            |
|    | カール＝アルプレヒト・リヒャルト・ヴォカレック（カール・ヴォカレック） | Karl-Albrecht Richard Wokalek | 2004年    | 2005年    | [ 11 ]                            |
|    | ゲロルド・アメルング                                                   | Gerold Amelung                | 2006年2月 | 2009年7月 | 第4代成都総領事                   |
|    | アレクサンダー・オルブリッヒ                                           | Alexander Olbrich             | 2009年7月 | 2013年    | [ 12 ]                            |
|    | インゴ＝ハインツ・カールステン（インゴ・カールステン）                 | Ingo-Heinz Karsten            | 2013年7月 | 2016年8月 | [ 13 ]                            |
|    | ヴェルナー・ケーラー                                                   | Werner Köhler                 | 2016年9月 | 2020年    | [ 14 ] [ 15 ]                     |
|    | マルティン・エバーツ                                                   | Martin Eberts                 | 2020年7月 | 2023年    | 第6代ドイツ在台協会所長（大使級） |
|    | メラニー・ザクシンガー                                                 | Melanie Saxinger              | 2023年9月 | （現職）  | [ 17 ]                            |

## 管轄区域

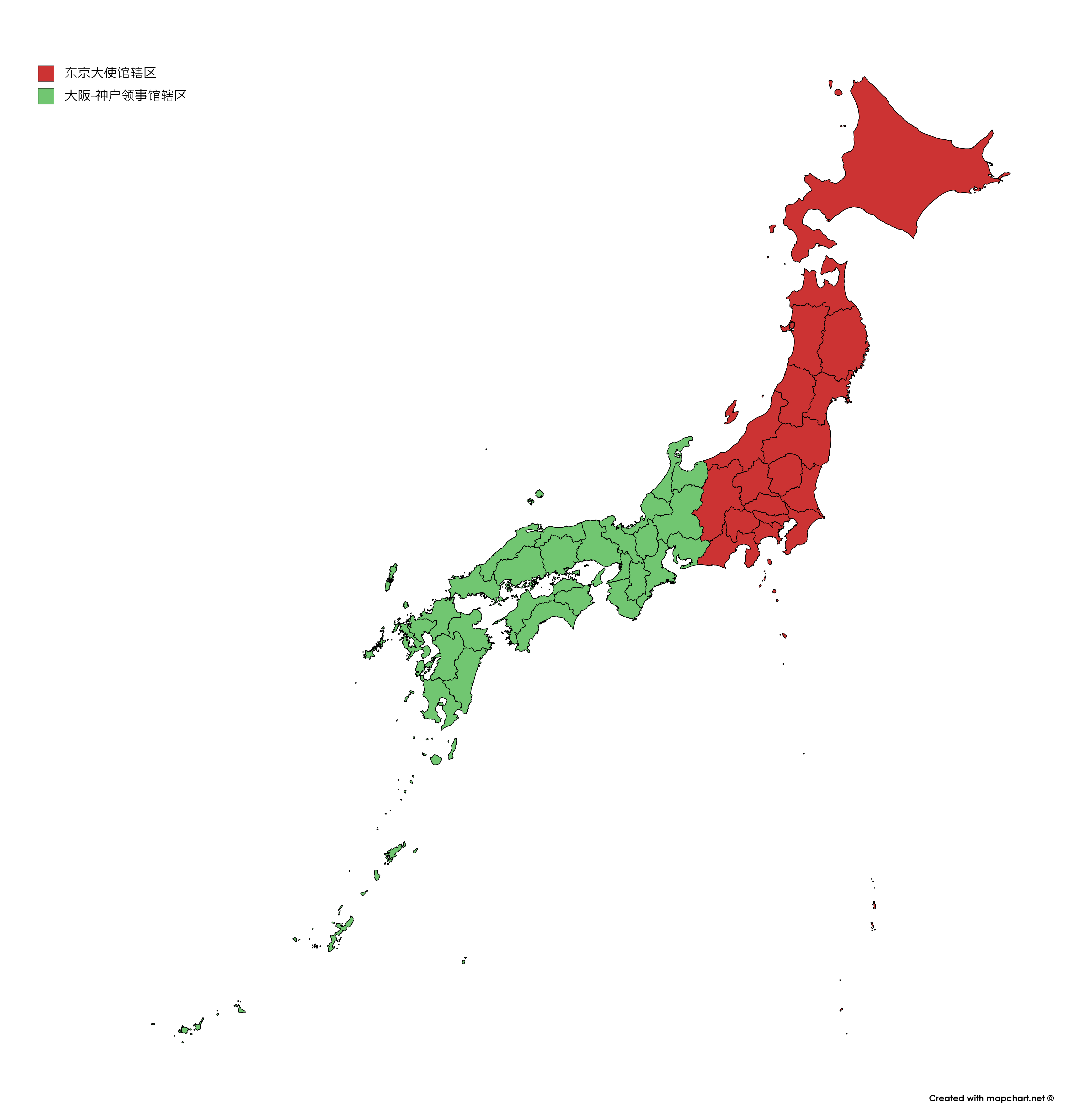
在大阪・神戸ドイツ総領事館の管轄区域（緑）／駐日ドイツ大使館の管轄区域（赤）

富山県、岐阜県、愛知県以西の府県（山梨県、新潟県、長野県、静岡県を除いた中部、および近畿、中国、四国、九州、沖縄県）

## 著名な在勤者
- クラウス・フィーツェ - 駐日ドイツ臨時代理大使